# Lago Caumasee
O Lago Caumasee é um lago localizado perto do município de Flims, no no cantão de Grisons, o maior dos cantões da Suíça. É um dos lagos formados pelos depósitos rochosos de Rockslide Flims. Este lago é alimentado a partir de fontes subterrâneas. A sua superfície é de 0,10 km ².
O nível de água do lago varia em cerca de 4 a 5 metros, juntamente com a variação do fluxo de água subterrânea ao longo do ano. Geralmente atinge o seu mínimo até o final de Abril.
Neste lago existe um ilha de pequenas dimensões que dá especial encanto ao total da paisagem circundante.